# 小行星9493
小行星9493（9493 Enescu）是一颗绕太阳运转的小行星，为主小行星带小行星。该小行星于1971年3月26日发现。

## 轨道参数
小行星9493的轨道半长轴为2.5906031 UA，离心率为0.167。